# Otto Naumann (Politiker, 1895)

Otto Naumann

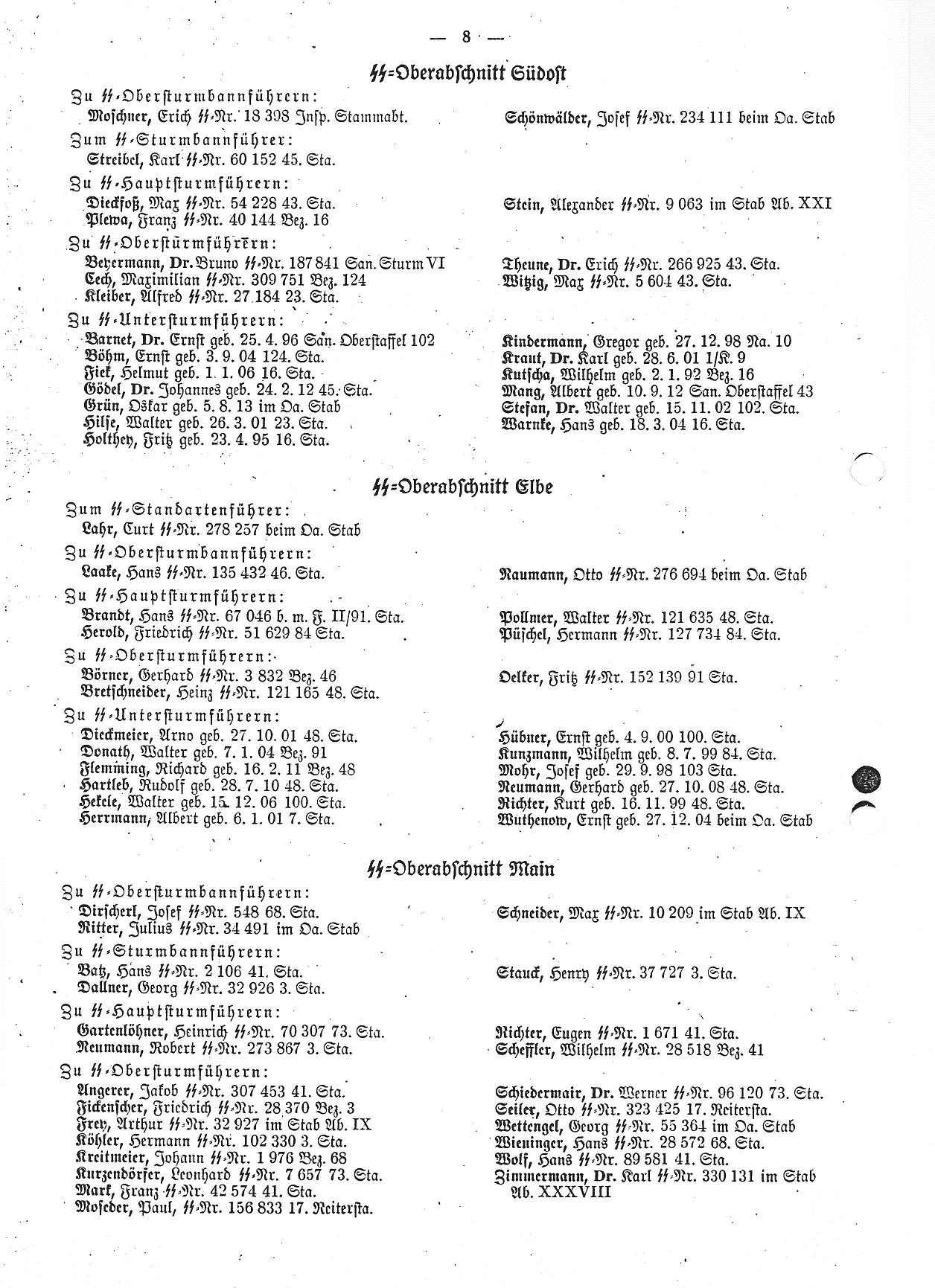
Beförderung zum SS-Obersturmbannführer an Hitlers Geburtstag 1942 im SS-Verordnungsblatt

Otto Naumann (* 4. April 1895 in Colditz; † 8. Oktober 1965 in Hamburg) war ein deutscher Politiker (NSDAP).

## Leben und Wirken
Nach dem Besuch der Volksschule erlernte Otto Naumann das Schlosserhandwerk. Ergänzend dazu besuchte er die Gewerbeschule in Colditz. Von 1914 bis 1918 nahm er mit dem Sächsischen Reserve-Jägerbataillon 26/I am Ersten Weltkrieg teil, in dem er verwundet und mehrfach ausgezeichnet wurde.
Im Jahr 1922 schloss sich Naumann den Nationalsozialisten an, der neu gegründeten NSDAP trat er zum 6. Februar 1926 bei (Mitgliedsnummer 29.684). Von 1922 bis 1930 bekleidete er in der Partei das Amt eines Ortsgruppenleiters. 1929 wurde er Stadtverordneter in Colditz, ein Jahr später, 1930, Mitglied des Landtags von Sachsen. In der Partei wurde er zur selben Zeit zum Kreisleiter von Grimma ernannt. 1932 übernahm er das Amt des stellvertretenden Bürgermeisters von Colditz. Außerdem wurde er Mitglied des Bezirksausschusses. 
Nach der nationalsozialistischen Machtergreifung im Frühjahr 1933 wurde Naumann zum Gauinspekteur für die Kreishauptmannschaft Leipzig ernannt. Ebenfalls 1933 übernahm er den Posten des Vizepräsidenten des Sächsischen Landtags. Nach dessen Auflösung im Herbst 1933 erhielt Naumann ein Mandat für den nationalsozialistischen Reichstag, dem er von November 1933 bis zum Ende der NS-Herrschaft im Frühjahr 1945 als Vertreter des Wahlkreises 29 (Leipzig) angehörte. In der SS erreichte er den Rang eines Obersturmbannführers (SS-Nummer 276.694).
Seit 1934 war Naumann zudem Landeshandwerksmeister von Sachsen und ab 1940 Präsident der Handwerkskammer Dresden.